# Landeswappen Sachsens
Das Landeswappen Sachsens wird wie folgt beschrieben: Das Landeswappen zeigt im neunmal von Schwarz und Gold geteilten Feld einen schrägrechten grünen Rautenkranz.

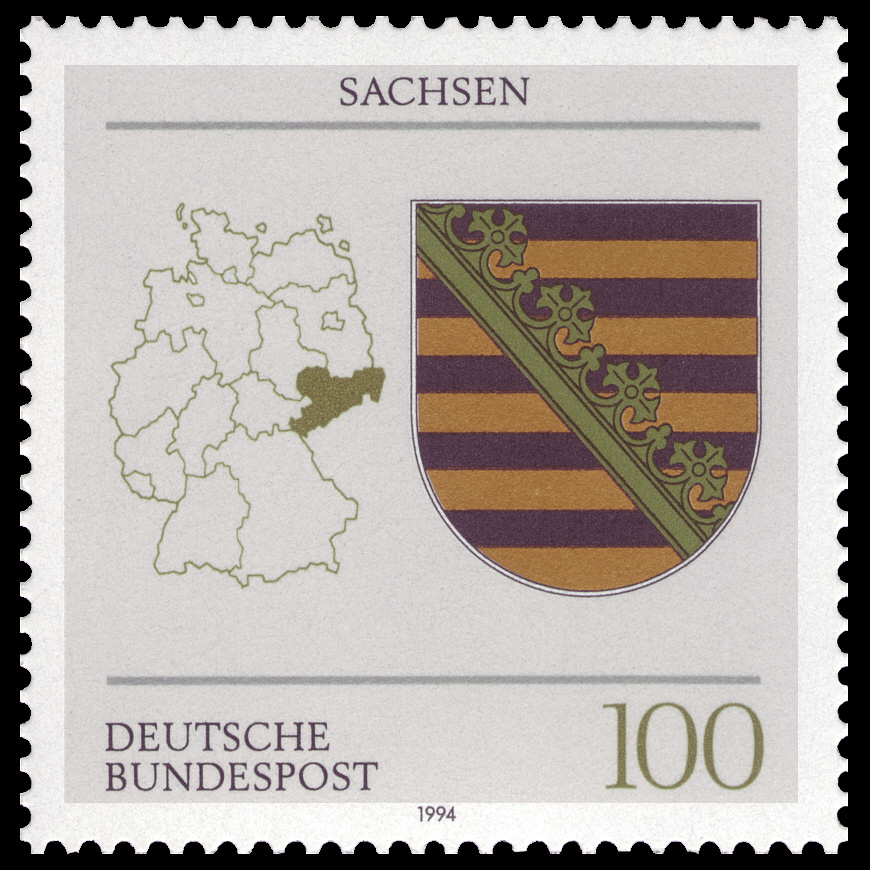
Briefmarke (1994) Serie Wappen der Länder der Bundesrepublik Deutschland

## Geschichte
Der Ursprung der Wappengestalt leitet sich von den Grafen von Ballenstedt aus dem Geschlecht der Askanier her. Auch deren Wappenschild war neunmal von Schwarz und Gold geteilt. Obwohl der Schild bereits im 12. Jahrhundert auftauchte, wurde der grüne Rautenkranz erst um 1260 aufgelegt. Er soll nach dem Verzicht der askanischen Linie Sachsen-Wittenberg auf ihr Stammland in Niedersachsen (das Herzogtum Sachsen-Lauenburg) angenommen worden sein und verdankt seine Form dem gotischen Baustil. Nach dem Aussterben der sächsisch-wittenbergischen Linie der Askanier im Mannesstamm im Jahre 1422 gingen das Herzogtum und die sächsische Kurwürde 1423 an die meißnische Linie der Wettiner über, die Markgrafen zu Meißen, die auch das Wappen übernahmen. Das Wappen des Kurfürstentums Sachsen war gespalten, im vorderen, von Schwarz und Silber geteilten Wappenfeld, die Kurschwerter (wie in der Reichsrennfahne) und im hinteren Feld das sächsische Wappen.
Die Entstehung des Wappens soll der Sage nach folgendermaßen erfolgt sein: Als Herzog Bernhard aus dem Hause Askanien 1181 anstelle des abgesetzten Welfen Heinrich des Löwen zum Herzog von Sachsen ernannt worden war, erschien er, wie es damals üblich war, beim feierlichen Einzuge zum Hoftag seinen Schild tragend vor Kaiser Friedrich I. Auf dem Schild führte er die Ballenstedtschen schwarzen und goldenen Balken. Kaiser Barbarossa hatte wegen der Sonnenhitze einen Laubkranz aus Weinrauten auf dem Haupt. Er nahm diesen ab, hängte ihn Bernhard über den Schild und stiftete so das sächsische Wappen.
Die heutigen Landesfarben wurden von Friedrich August I. 1815 mittels Verordnung eingeführt. Die sächsischen Truppen sollten zur besseren Unterscheidbarkeit ihre bis dahin weißen Kokarden mit einem zusätzlichen breiten grünen Band umwinden. Eine der ersten literarischen Erwähnungen der Farben findet sich in einem Lied von Carl Hinkel.
Die Verfassung des Freistaates Sachsen beschreibt die Staatssymbole in Artikel 2. Als Besonderheit ist dabei Absatz 4 zu nennen, der weitere gleichberechtigte Staatssymbole wie folgt zulässt:

„(4) Im Siedlungsgebiet der Sorben können neben den Landesfarben und dem Landeswappen Farben und Wappen der Sorben, im schlesischen Teil des Landes die Farben und das Wappen Niederschlesiens gleichberechtigt geführt werden.“

Die sächsische Landesflagge ist weiß-grün; die Landesdienstflagge trägt zusätzlich das Landeswappen.
Wie auch in anderen Ländern gibt es für Sachsen ein Wappenzeichen. Da dies oft als zu modern empfunden wurde, hat das Land im Jahr 2005 ein weiteres Wappenzeichen eingeführt. Diese Landessignets dürfen im Gegensatz zu dem Wappen von jedermann genehmigungsfrei verwendet werden.

Dienstflagge Sachsen
Landtagsflagge Sachsen
Landessignet modern
Landessignet klassisch

## Historische Wappen

Wappen des Kurfürstentums Sachsen
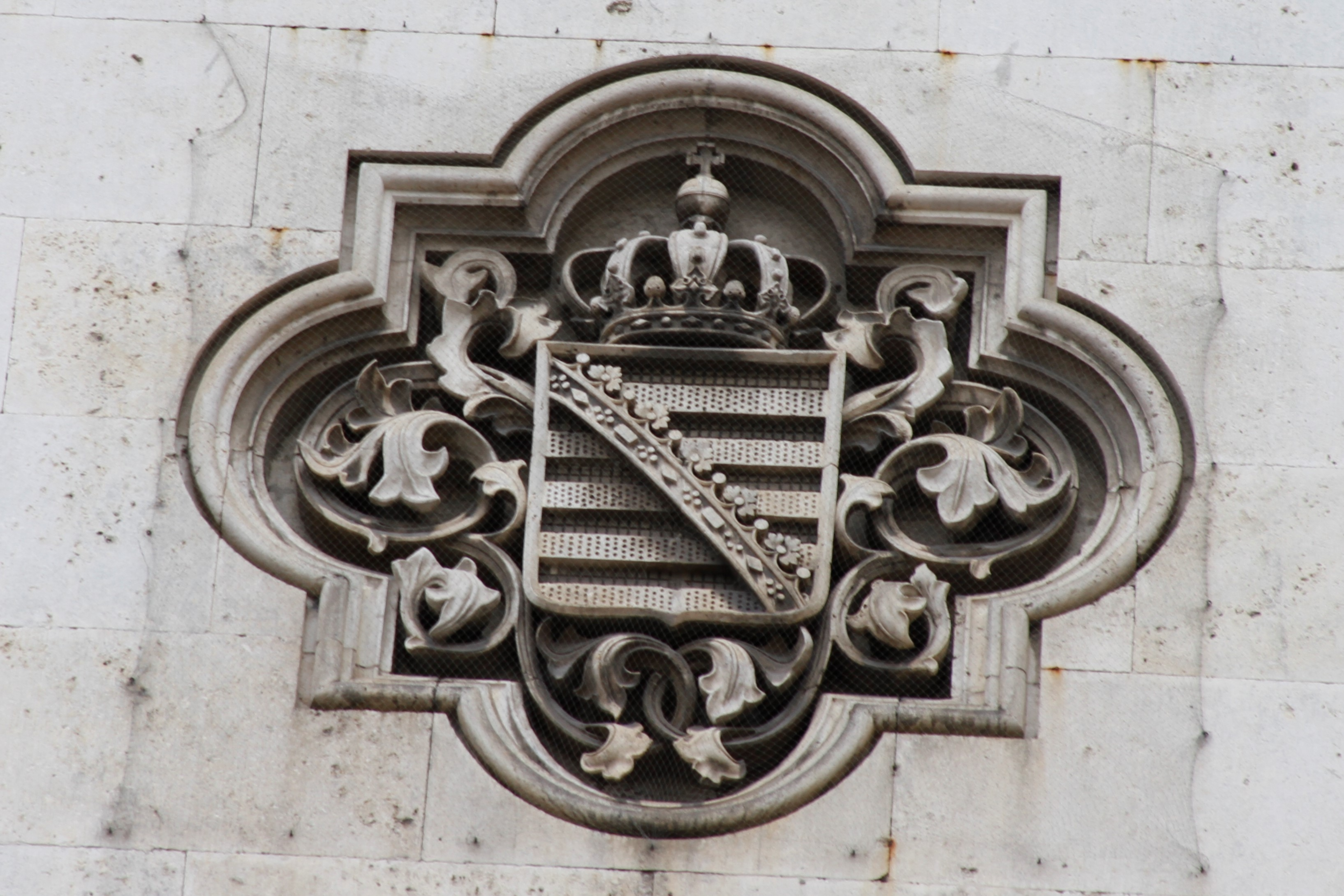
Kleines Wappen des Königreichs Sachsen
Mittleres Wappen des Königreichs Sachsen
Großes Wappen des Königreichs Sachsen
Wappen vom Gau Sachsen